# Episodi di Excel Saga

Copertina del primo DVD dell'edizione italiana.

Questa è la lista degli episodi dell'anime Excel Saga (エクセル・サーガ?, Ekuseru Sāga), tratto dall'omonimo manga di Koshi Rikdo. Prodotta dalla J.C.Staff, la serie è stata trasmessa tra il 1999 ed il 2000 su TV Tokyo e nel 2001 in Italia su MTV nel contenitore Anime Night.
In tutto la serie conta 26 episodi ed in genere ognuno è la parodia di un genere o di una serie. Il ventiseiesimo episodio, "Strafare" (やりすぎ?, Yarisugi), non è stato mai trasmesso in Giappone, ma pubblicato solo in DVD, a causa dell'eccessiva violenza e delle scene di nudità, sesso e pedofilia che i curatori dell'anime vi hanno volutamente inserito. Anche in Italia è stato pubblicato inizialmente solo in VHS e DVD e non è stato trasmesso da MTV, ma è stato proposto in forma integrale nel 2009 su Cooltoon e nel 2013 su internet sul sito Popcorn TV.

## Lista episodi
| Nº | Titolo italiano Giapponese 「Kanji」 - Rōmaji | In onda          | In onda           |
| Nº | Titolo italiano Giapponese 「Kanji」 - Rōmaji | Giapponese       | Italiano          |
| 1  | Il piano per uccidere Koshi Rikdo 「六道神士殺害計画」 - Rikudō Kōshi satsugai keigaku                                                                    | 10 ottobre 1999  | 10 aprile 2001    |
| 2  | La ragazza venuta da Marte 「火星から来た女」 - Kasei kara kita onna                                                                                      | 14 ottobre 1999  | 17 aprile 2001    |
| 2  | Parodia di serie fantascientifiche. |                  |                   |
| 3  | Il sacrificio umano nella grande e vistosa fuga dall'inferno 「地獄の毒々大脱走のいけにえ」 - Jigoku no dokudoku daidassō no ikenie                       | 21 ottobre 1999  | 24 aprile 2001    |
| 3  | Parodia di film di guerra. |                  |                   |
| 4  | Scemamore 「ラブへな」 - Rabu hena | 28 ottobre 1999  | 1º maggio 2001    |
| 4  | Parodia di commedie romantiche e simulatori d'appuntamento.                                                                                               |                  |                   |
| 5  | L'interessante pezzo grosso 「おもしろい巨塔」 - Omoshiroi tokō                                                                                           | 4 novembre 1999  | 8 maggio 2001     |
| 5  | Parodia di un dramma politico. |                  |                   |
| 6  | Il freddo è invernale 「寒が冬いぜ!!～遭難編～」 - Samu ga fuyuize! ~Sōnahen~                                                                             | 11 novembre 1999 | 15 maggio 2001    |
| 6  | Parodia di storie di sopravvivenza in ambienti ostili. |                  |                   |
| 7  | La melodia del sottopassaggio 「地下道のメロディ」 - Chikadō no merodi                                                                                    | 18 novembre 1999 | 22 maggio 2001    |
| 7  | Parodia degli horror. |                  |                   |
| 8  | Settimana per aumentare l'audience 「視聴率強化週間」 - Shichōritsu kyōka shūkan                                                                          | 25 novembre 1999 | 29 maggio 2001    |
| 8  | Parodia del fan service. |                  |                   |
| 9  | Bowling Girl 「ボウリング娘」 - Bōringu musume | 2 dicembre 1999  | 5 giugno 2001     |
| 9  | Parodia di programmi sportivi. |                  |                   |
| 10 | La grande avventura di Frattaglia 「メンチの大冒険」 - Menchi no daibōken                                                                                 | 9 dicembre 1999  | 12 giugno 2001    |
| 10 | Parodia di serie con animali come protagonisti. |                  |                   |
| 11 | Vattene, Giovinezza! 「ひっこめ!青春」 - Hikkome! Seishun                                                                                                 | 16 dicembre 1999 | 19 giugno 2001    |
| 11 | Parodia di serie adolescenziali come GTO. |                  |                   |
| 12 | Grande Città: 2ª parte 「大市街Part II」 - Daishigai Part II                                                                                              | 23 dicembre 1999 | 26 giugno 2001    |
| 12 | Parodia di polizieschi. |                  |                   |
| 13 | Fine anno - Anno nuovo: Galà della capacità di intrattenimento 「新春年忘れかくし芸大会」 - Shinshun toshiwasure kakushigeidaikai                         | 6 gennaio 2000   | 3 luglio 2001     |
| 13 | Episodio di montaggio. |                  |                   |
| 14 | Rinforzo 「テコイレ」 - Tekoire | 13 gennaio 2000  | 10 luglio 2001    |
| 15 | Memoriale di un ulteriore rinforzo 「もっと! てこいれメモリアル」 - Motto! Tekoire memoriaru                                                              | 20 gennaio 2000  | 17 luglio 2001    |
| 16 | Rendimi l'amore! 「AIをとりもどせ!」 - AI wo torimodose                                                                                                   | 27 gennaio 2000  | 24 luglio 2001    |
| 17 | Animation U.S.A. 「アニメーションUSA」 - Animeshon USA | 3 febbraio 2000  | 31 luglio 2001    |
| 17 | Scontro fra l'animazione giapponese e quella statunitense.                                                                                                |                  |                   |
| 18 | La squadra comunal-combattente Daitenjin 「市立戦隊ダイテンジ」 - Shiritsu sentai Daitenjin                                                               | 10 febbraio 2000 | 7 agosto 2001     |
| 18 | Parodia dei sentai, cioè le serie di supereroi come i Power Rangers.                                                                                      |                  |                   |
| 19 | La grande avventura di Frattaglia 2 - Il giro del mondo in 80 ore 「メンチの大冒険2～80時間世界一周～」 - Menchi no daibōken ni ~Hachijūjikan sekaiisshū~ | 17 febbraio 2000 | 14 agosto 2001    |
| 19 | Parodia de Il giro del mondo in 80 giorni. |                  |                   |
| 20 | Pedro Selection 「よりぬきペドロさん」 - Yorinugi Pedoro-san                                                                                              | 24 febbraio 2000 | 21 agosto 2001    |
| 20 | Parodia delle telenovelas, composta da spezzoni comparsi negli episodi precedenti in cui è protagonista Pedro.                                            |                  |                   |
| 21 | Visual K 「美濡歩K」 - Bijuaru K | 2 marzo 2000     | 28 agosto 2001    |
| 21 | Parodia del genere rock giapponese visual kei. |                  |                   |
| 22 | Aiuto, ci invadono! 「侵略、おふくろ様」 - Shinryaku, ofukurosama                                                                                         | 9 marzo 2000     | 4 settembre 2001  |
| 22 | Parodia di saghe fantascientifiche. |                  |                   |
| 23 | La leggenda del conquistatore di fine secolo 「世紀末征服者伝説」 - Seikimatsu seifukusha densetsu                                                        | 16 marzo 2000    | 11 settembre 2001 |
| 23 | Parodia del primo episodio di Ken il guerriero. |                  |                   |
| 24 | Per te posso morire 「きみのためなら死ねる」 - Kimi no tame nara shineru                                                                                  | 23 marzo 2000    | 18 settembre 2001 |
| 24 | Episodio quasi totalmente serio. |                  |                   |
| 25 | Una difficile via d'uscita 「やりにげ」 - Yarinige | 30 marzo 2000    | 25 settembre 2001 |
| 26 | Strafare 「やりすぎ」 - Yarisugi | Mai trasmesso    | 29 giugno 2009    |
| 26 | Parodia degli hentai. |                  |                   |

## Sigle
- Apertura:  (「愛（忠誠心）」?, Ai (Chuuseishin) - Amore (Fedeltà))
- Chiusura:  (「メンチの哀愁のボレロ」?, Menchi no Aishuu no Borero - Il bolero della sofferenza di Frattaglia (Menchi))

La sigla di apertura vede Excel e Hyatt (interpretate da Yumiko Kobayashi e Mikako Takahashi) cantare nei posti più disparati la loro lealtà all'ACROSS mentre la sigla di chiusura, molto triste, è cantata abbaiando da Frattaglia e una mano misteriosa lo insaporisce con delle spezie mentre una ragazza, la seiyū Satomi Kōrogi, traduce i suoi versi in giapponese.
Le sigla d'apertura dell'episodio 26 (unico episodio pornografico della serie), ha qualche variante rispetto alla solita sigla, come nudità pixellata e sangue tossito da Hyatt.
La sigla finale in particolare è al contrario, la traduttrice canta la sigla con un collare al collo mentre il cane traduce.